# Simona (film)
Pour les articles homonymes, voir Simona.
Pour plus de détails, voir Fiche technique et Distribution.
Simona est un film italo-belge réalisé par Patrick Longchamps en 1971 et sorti en Italie en 1974, tiré de Histoire de l'œil, roman de Georges Bataille (1928).

## Synopsis
Simona (Laura Antonelli) assiste à une corrida en Espagne. Elle se souvient de ses expériences érotiques torrides avec Georges, en Belgique. Un jour, les deux amants avaient rencontré Marcelle (Margot Margaret), qui vivait dans la maison de son père, un embaumeur expert (Patrick Magee). Marcelle est jeune et belle, et elle a déjà eu des expériences sexuelles avec son oncle (Raf Vallone). Simona et Georges tentent de libérer Marcelle, avec même des relations sexuelles à trois. Mais l'histoire se terminera dans un bain de sang. On revoit Simona à nouveau dans la scène finale de la corrida : le taureau est tué et traîné hors de l'arène alors que dans la villa de Georges tous les animaux empaillés reviennent à la vie et s’enfuient.
Filmé à Knokke-Heist, commune belge située dans la province flamande de la Flandre-Occidentale, et en Espagne.

## Fiche technique
- Réalisation : Patrick Longchamps, alias Jean Patrick de Sélys-Longchamps[1]
- Assistants-réalisateurs : 1) Allan Elledge / 2) Daniel Jouanisson
- Scénario : Patrick Longchamps, d'après le roman Histoire de l'œil de Georges Bataille (1928)
- Production : Les Films de l'œil (Bruxelles), Rolfilm Produzione (Rome)
- Producteur : Bruno Dreossi, Roland Perault
- Musique : Fiorenzo Carpi, dirigée par Bruno Nicolai
- Montage : Franco Arcalli, Pina Rigitano
- Photographie : Aiace Parolin
- Cameraman : Angelo Lanutti
- Décors et costumes : Pasquale Grossi
- Son : Alain Daniel
- Genre : drame érotique
- Année : 1974
- Sortie : 22 février 1974 (uniquement en Italie)
- Durée : 92 minutes
- Pays :  Italie,  Belgique
- Langue :

## Distribution
- Laura Antonelli : Simona
- Maurizio Degli Esposti : Georges
- Patrick Magee : Le père de Marcelle
- Margot Margaret : Marcelle
- Raf Vallone : L’oncle de Marcelle
- Jo Maxane : La mère de Simona
- Marc Audier :
- Ramon Berry :
- Michel Lechat :
- Yvette Merlin :
- Quentin Milo : Gilles
- Germaine Pascal :
- John Trigger : L’étranger

## Citation
« J’ai quelques copies dont je ne peux rien faire à cause des problèmes de droits. C’est le cas d’un des meilleurs films belges selon moi, Simona de Patrick Longchamps, tiré de l’Histoire de l'œil de Georges Bataille. Le film a été tourné en 1971 en Belgique et il n’est sorti qu’en Italie. L’exploitation du film est bloquée par les héritiers de Georges Bataille qui ont vendu, en 1998, les droits cinématographiques à une société de production américaine, bref il y a des tas de problèmes qui m’empêchent d’exploiter ce film, malheureusement. »

— par Paul Geens qui gère les droits de très nombreux films belges du patrimoine, notamment pour la projection en salle ou pour la diffusion par les télévisions, et édite en support DVD un très large catalogue de films rares et/oubliés.

## Source de traduction
- (it) Cet article est partiellement ou en totalité issu de l’article de Wikipédia en italien intitulé « Simona (film 1974) » (voir la liste des auteurs).